# Terra sigillata

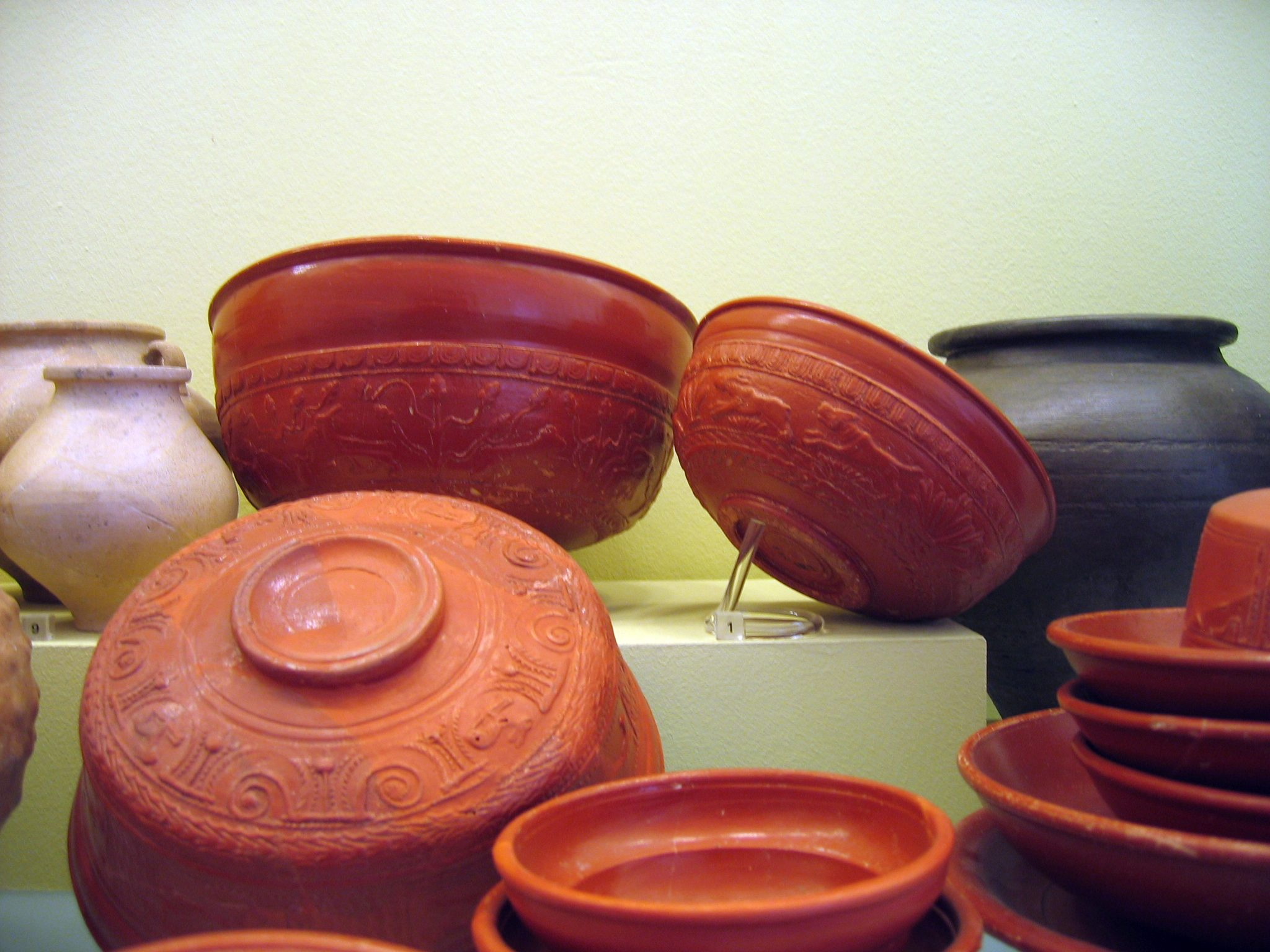
Římská terra sigillata

Terra sigillata je velmi kvalitní keramika červenohnědého zabarvení, římského původu nebo pocházející z římských provincií. Má matný nebo lesklý povrch a je vyrobena z jemné hlíny červeného, oranžového nebo hnědého odstínu. Keramika je hladká nebo zdobená plastickým vzorem s nízkým reliéfem. Pálena je při teplotě kolem 1000 °C. Před vypálením je povrch pokryt slabou vrstvou hliněné glazury, která obsahuje koloidní roztok železitého jílu. Tato glazura způsobí matný povrchový lesk keramiky.
Reliéf na keramice byl ve starověku vytvářen vtlačováním razítek z pálené hlíny do měkkého střepu. Podle podobnosti tohoto postupu s vytlačováním obrazců do pečetního vosku získala tato keramika svůj název  (lat. terra = země, hlína; sigilló = pečetit ).